# Aurel Găvan
Aurel Găvan (n. 2 septembrie 1948 – d. 4 ianuarie 2015, Bârlad, Vaslui, România) a fost un deputat român în legislatura 1990-1992, ales în județul Vaslui pe listele partidului FSN dar a demisionat pe data de 9 martie 1992. Aurel Găvan a fost primar al orașului Bârlad în perioada 1992 - 1996. În cadrul activității sale parlamentare, Aurel Găvan a fost membru în grupurile parlamentare de prietenie cu Republica Turcia, Republica Italiană, Canada, Republica Coreea.